# Bosc-Roger-sur-Buchy
Bosc-Roger-sur-Buchy is een voormalige gemeente in het Franse departement Seine-Maritime in de regio Normandië en telt 735 inwoners (2014). De plaats maakt deel uit van het arrondissement Rouen.

## Geschiedenis
De gemeente maakte deel uit van het kanton Buchy tot dit op 22 maart 2015 werd opgeheven en de gemeenten werden opgenomen in het op die dag gevormde kanton Le Mesnil-Esnard. Op 1 januari 2017 werden de gemeenten Bosc-Roger-sur-Buchy en Estouteville-Écalles opgeheven en opgenomen in de gemeente Buchy, die daarmee de status van commune nouvelle kreeg.

## Geografie
De oppervlakte van Bosc-Roger-sur-Buchy bedraagt 14,17 km², de bevolkingsdichtheid is 52 inwoners per km².
De onderstaande kaart toont de ligging van Bosc-Roger-sur-Buchy met de belangrijkste infrastructuur en aangrenzende gemeenten.

## Demografie
Onderstaande figuur toont het verloop van het inwonertal.